# Jürgen Udolph
Jürgen Udolph (ur. 6 lutego 1943 w Pankow) – niemiecki językoznawca (onomasta) i slawista o międzynarodowym uznaniu, emerytowany profesor Uniwersytetu w Lipsku, członek Międzynarodowej Komisji Onomastyki Słowiańskiej afiliowanej przy Międzynarodowym Komitecie Slawistów.

## Życiorys
W 1979 uzyskał stopień doktora na Uniwersytecie w Getyndze. Tematem pracy doktorskiej były badania nad słowiańskimi nazwami hydronimów, wydane później w formie książkowej: Badania nad słowiańskimi hydronimami i nazewnictwem wodnym. Przyczynek do zagadnienia praojczyzny Słowian (Studien zu slavischen Gewässernamen und Gewässerbezeichnungen. Ein Beitrag zur Frage nach der Urheimat der Slaven, Heidelberg 1979). To też było tematem jego habilitacji w 1990, a konkretnie praca nad nazwami polskich hydronimów na tle hydronimii indoeuropejskiej: Die Stellung der Gewässernamen Polens innerhalb der alteuropäischen Hydronymie. W 2000 uzyskał profesurę na Uniwersytecie w Lipsku. W 2008 roku przeszedł na emeryturę. Na Uniwersytecie w Münster prowadził zajęcia z toponimii, jako część długofalowego projektu Ortsnamen zwischen Rhein und Elbe – Onomastik im europäischen Raum, który ma za cel wyjaśnić nazwy miejscowości między Renem i Łabą. 27 stycznia 2006 został członkiem korespondentem Akademii Nauk w Getyndze (Akademie der Wissenschaften zu Göttingen). Od marca 2011 pracuje we własnym Centrum Onomastycznym (Zentrum für Namenforschung) w Lipsku.
Często gości w Polsce, m.in.: 5–7 grudnia 1996 brał udział w  międzynarodowej konferencji w Krakowie „Prasłowiańszczyzna i jej rozpad”.
Od 1971 żonaty z Marią Udolph (z domu Woitalla), z którą posiadają czwórkę dzieci.